# Beerschot VAC
Koninklijke Beerschot Voetbal en Atletiek Club, zkráceně K. Beerschot VAC, byl tradiční belgický fotbalový klub se sídlem v Antverpách. V meziválečném období se 7× stal belgickým mistrem. V roce 1999 zanikl sloučením. Měl fialové dresy.

## Historie
Klub vznikl v roce 1899 jako Beerschot Athletic Club. Hrával na olympijském stadiónu, na kterém se konala olympiáda v roce 1920. Roku 1925 dostal přívlastek královský, tedy nový název Royal Beerschot Athletic Club (zkráceně R. Beerschot AC). V meziválečném období se 7× stal belgickým mistrem.
Roku 1968 se klub přejmenoval na Koninklijke Beerschot Voetbal en Atletiek Vereniging (zkráceně K. Beerschot VAV).
Roku 1991 se klub přejmenoval na Beerschot Voetbal en Atletiek Club (zkráceně Beerschot VAC). Roku 1995 byl opět přidán přívlastek královský: Koninklijke Beerschot Voetbal en Atletiek Club (zkráceně K. Beerschot VAC)
V 90. letech 20. století hrál v nižších soutěžích. V roce 1999 se sloučil s prvoligovým Germinalem Ekeren. Nový klub dostal název Germinal Beerschot Antwerpen a hrál na olympijském stadionu. Aby hrál 1. ligu, převzal matriční číslo Germinalu Ekeren. Tím však přišel o historii a úspěchy Beerschotu VAC, které byly větší než úspěchy Ekerenu.

## Úspěchy
- 1. belgická liga:
  - Vítěz (7): 1921–22, 1923–24, 1924–25, 1925–26, 1927–28, 1937–38, 1938–39
- Belgický pohár:
  - Vítěz (2): 1970–71, 1978–79

## Významní hráči
- Raymond Braine (1922-1930, 1937-1943)
- Arthur Ceuleers (1933-1944)
- Henri Coppens (1946-1961)